# Livraison d'enfants par la poste aux États-Unis de 1913 à 1920
La livraison d'enfants par le service des colis postaux est un épisode peu connu de l'histoire postale des États-Unis au début du XXe siècle.

## L'expédition et la livraison de colis aux États-Unis dans les années 1900 et 1910

Service rural des colis postaux, USA, 1914

En 1878, le congrès de l'Union postale universelle met en place un système de transport de colis postaux, qui va s'installer d'abord en Europe. Le département des Postes des États-Unis (United States Post Office Department, USPOD) y adhère pour l'international, mais pas sur son propre territoire. Longtemps contrés par les lobbies des commerçants grossistes et des compagnies de livraison expresse privées, dont la Wells Fargo & Company Express, ainsi que par des allocations budgétaires insuffisantes, les fermiers regroupés dans les organisations National Grange, Farmers' Alliance et National Farmers obtiennent du Congrès l'instauration généralisée en 1902 de l'envoi et de la réception de courrier sans le besoin de se rendre dans un bureau de poste souvent éloigné de plusieurs kilomètres ; cependant, cette disposition ne concerne que le courrier de moins de quatre livres (1 810 g).
Le 1er janvier 1913, l'USPOD inaugure le service "Parcel Post" dédié à la livraison dans tout le pays de colis pesant jusqu'à 11 livres. Le succès est immédiat et l'USPOD a pu annoncer que plus de trois millions de colis avaient été expédiés au cours des six premiers mois de distribution du service de colis postaux. Très rapidement, le nouveau service est sollicité pour véhiculer les objets les plus hétéroclites et des animaux, vivants ou morts,,,, et, éventualité à laquelle personne n'avait songé, car si improbable et même jugée « stupide » par l'historienne de l'United States Postal Service (USPS) Nancy Pope, l'expédition d'enfants.

## Des enfants transportés comme colis postaux
Dès le 17 janvier 1913, le New York Times rapporte que le Postmaster General (maître général des Postes) Frank H. Hitchcock est consulté sur la possibilité d'envoyer des enfants par la poste : une lettre qu'il vient de recevoir lui expose un problème qu'il ne soupçonnait pas et auquel il est néanmoins sensible : « Fort McPherson, Géorgie, au Postmaster General, Washington, D.C. Monsieur, J'ai correspondu avec des gens de Pennsylvanie au sujet de l'envoi par chemin de fer d'un bébé. Puis-je vous demander quelles spécifications utiliser pour l'emballer de façon conforme à la réglementation pour qu'il soit autorisé à être expédié par colis postal ». Comme les bébés n'entrent pas officiellement dans la catégorie des êtres vivants pouvant être transportés par colis, à savoir les abeilles et certains insectes, le maître général des Postes ne peut renseigner son correspondant, car aucune référence relative aux envois d'êtres humains n'a été trouvée.
Les enfants n'apparaissant pas non plus dans la liste des articles interdits, il y a une ambiguïté concernant leur envoi par la poste, la seule restriction opposable étant le poids des colis qui ne doit pas dépasser 11 livres, augmenté à 50 livres dès 1914 (les dimensions maximales autorisées de 72 pouces ne posent pas de problème). Pour cette raison, les employés des postes, principalement en milieu rural, acceptent le transport d'enfants, d'abord par carriole, puis si besoin par fourgon postal. Selon les archives journalistiques, le premier cas date de janvier 1913 : Jesse et Mathilda Beagle, de Glen Este, près de Batavia dans l'Ohio, ont expédié leur fils James, un enfant de 8 mois et 4,9 kg (quelques grammes en dessous de la limite de 11 livres !), chez sa grand-mère, à 1,5 km de là, en payant 15 cents d'affranchissement, avec une garantie de 50 dollars en cas de perte,. Le transport en pleine campagne n'est en effet pas dénué de risques ; début février 1913, plusieurs quotidiens relatent la mésaventure arrivée entre la petite bourgade d'Ulmer et Barnwell (Caroline du Sud) à un postier transportant deux bébés dans sa carriole pour 33 cents d'affranchissement : attaqué par un puma, il réussit à mettre l'animal en fuite en s'aidant d'une jambe de bois qui faisait aussi partie de sa cargaison.
Le 27 janvier 1913, en Pennsylvanie, Mr. et Mrs. J.W. Savis, de Pine Hollow, ont confié leur bébé fille à un postier de Sharpsville, qui en a assuré la livraison dans l'après-midi à Clay Hollow ; l'expédition leur a coûté 45 cents.
Pour les parents qui ne peuvent accompagner leur enfant, c'est l'assurance qu'il sera pris en charge par des personnes dignes de confiance, qu'ils connaissent parfois personnellement. Pour les voyages en train, le coût est essentiellement fonction du poids, et il est très inférieur à celui du billet en wagon voyageurs, même sans accompagnant.
La confiance accordée par les familles aux postiers du service des colis est partagée par leurs collègues du bureau fédéral de l'immigration ; les enfants non accompagnés arrivés à Ellis Island sont envoyés en colis postal de New York à leurs familles déjà installées aux États-Unis. C'est ainsi par exemple que la petite Julia, 8 ans, originaire de Bavière, est expédiée à son père John Kohan à New Lexington dans l'Ohio.
Un journaliste rapportant en février 1914 l'épisode de Charlotte May Pierstorff voyageant en colis postal estime que ce mode de transport va probablement devenir très populaire.
Les quotidiens se font plusieurs fois l'écho de ces transports d'enfants par la poste, certainement bien plus nombreux que ceux qui nous sont connus, le plus célèbre étant celui de la petite Pierstorff, bien qu'il ait été occulté jusqu'à la fin du XXe siècle. « Cela a fait la une des journaux, probablement parce que c'était si mignon… », a déclaré Jenny Lynch, historienne de l'USPS. Heather Roberts a pu recenser 31 cas d'enfants expédiés par la poste entre 1913 et 1920, évidemment sans pouvoir inclure ceux qui n'ont jamais été mentionnés dans la presse. À l'inverse, des journaux relatent des cas où les parents se sont vus refuser l'envoi d'un enfant par l'employé du bureau de poste, et éventuellement la situation conflictuelle qui en résulte.

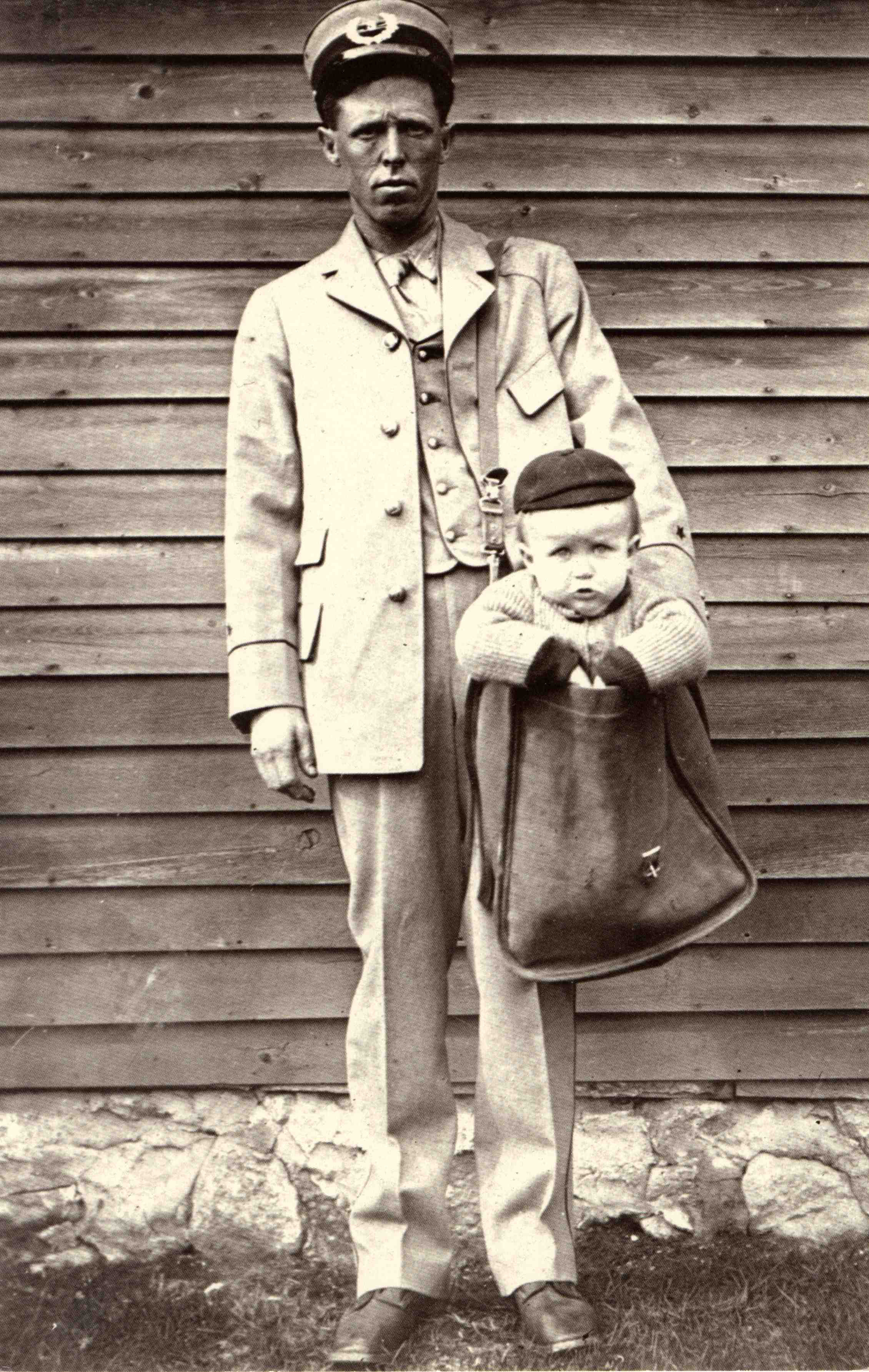
Photo fantaisiste d'un facteur avec un bébé dans son sac de courrier. Smithsonian Institution, National Postal Museum

Plusieurs photos de facteurs avec un bébé dans leur sacoche de courrier sont alors réalisées, en réalité des mises en scène plus fantaisistes que documentaires, les enfants  n'étant pas confiés au service du courrier, mais à celui des colis postaux,.
Avec la permission de poids jusqu'à 50 livres, les envois se font fréquents à partir de 1914, le plus souvent entre la campagne et une ville, mais aussi entre deux villes, elles-mêmes parfois éloignées de plusieurs centaines de kilomètres. Touchant la plupart des États au Nord comme au Sud, ces envois semblent n'avoir concerné que des enfants Blancs américains.
Ces transports insolites ont amené le Postmaster General des États-Unis Albert S. Burleson à donner début février 1914 la consigne de ne plus autoriser l'envoi d'enfants. Cette instruction est toutefois restée lettre morte. Le 19 février, en Idaho, c'est Charlotte May Pierstorff qui va par le train de Grangeville chez sa grand-mère à Lewiston. Un mois plus tard, un postier du Maryland transporte un bébé pesant 6,5 kg du domicile de sa grand-mère à Clear Spring à celui de sa mère à Indian Springs, à 19 km ; un journal local a rapporté que l'enfant avait dormi pendant tout le trajet. Dans l'Indiana, une mère récemment divorcée et renonçant à la garde de son enfant a expédié son bébé âgé de 2 ans depuis Stillwell (comté de LaPorte) à son ex-mari à South Bend ; l'enfant a parcouru 45 km dans un conteneur marqué « Live Baby » pour seulement 17 cents. Mrs. E. H. Staley, de Wellington au Kansas, a réceptionné son neveu âgé de deux ans adressé par le bureau de poste de sa grand-mère à Stratford (Oklahoma), chez qui il avait séjourné pendant trois semaines. Le garçonnet portait une étiquette autour du cou montrant qu'on avait payé 18 cents pour qu'il soit envoyé par la poste. Il a d'abord été transporté 40 km par la route avant d'atteindre le chemin de fer ; sa grand-mère avait préparé assez de nourriture et il est arrivé en bon état après un trajet de 320 km. En juillet 1914, c'est Austin Kimball, 8 ans mais seulement 22,5 kg, qui est transporté de Danville (Illinois) à Coal City dans le comté d'Owen (Indiana).
Les envois d'enfants par la poste se sont poursuivis en 1915. Edna Neff, 6 ans, a voyagé en wagon postal de Pensacola (Floride) à Christiansburg (Virginie), soit un trajet de 1 160 km. C'est cette distance record qui a fait intégrer l'épisode au scénario de La Petite fille et le Postman, album de bande dessinée paru en 2023. En juillet, un postier de Tarkio (Missouri) a transporté la petite Helen Combs par colis postal de 10 cents, envoyée par ses parents pour être livrée à sa grand-mère. Au mois d'août, dans le Dakota du Nord, le petit Freddie Colby, âgé de 2 ans, a été envoyé de Fargo à ses grands-parents à Valley City, soit un trajet de 100 km. Le mois suivant, dans le Kentucky, Maud Smith, âgée de 3 ans, a parcouru 64 km, entre Caney (comté de Morgan) et Jackson, adressée par R.K. Madden à Mrs. Celina Smith. Réticent, le responsable du fourgon postal avait été mis devant le fait accompli par son collègue du bureau de poste, mais a jugé utile de transmettre un rapport à ses chefs, ce qui a déclenché une enquête du superintendant du service du réseau ferré de Cincinnati pour violation des règles du colis postal. Il semble que très peu de cas se soient produits ensuite ; en 1918, puis en avril 1919, la direction des postes a élargi la liste des animaux vivants pouvant être transportés, et, bien sûr, il n'était pas question des bébés, qui restaient toujours absents des textes, mais que certains osaient tenter d'assimiler par abus de langage à des « baby chickens », des poussins. Un des derniers cas recensés est celui d'Audray Lenore Christy, âgée de 6 ans, qui a effectué en octobre 1919 un voyage de 600 km entre Los Angeles et Phoenix (Arizona) ; à son arrivée, elle a déclaré qu'elle avait aimé le voyage, mais détestait ces « vilaines étiquettes » (les timbres) qu'on lui avait collées sur sa robe neuve.

## L'interdiction de 1920
En juin 1920, le Washington Post, le Washington Herald, le New York Times et le Los Angeles Times relaient la décision prise le 13 juin par le principal adjoint du directeur général de l'USPOD John C. Koons d'interdire l'envoi d'enfants, ces derniers « ne pouvant être catégorisés comme des animaux vivants inoffensifs qui ne nécessitent ni eau ni nourriture pendant leur voyage » ; considérée désormais comme une faute professionnelle punissable, la prise en charge d'enfants par le service des colis postaux aux États-Unis s'interrompt à cette date. Cependant, l'Associated Press cite encore en 1924 le cas d'un enfant de trois ans envoyé par train sur 1 200 km à sa mère en poste restante et recueilli à son arrivée par une organisation caritative.